# SN 1969O
SN 1969O – supernowa odkryta 16 września 1969 roku w galaktyce A010624+0309. W momencie odkrycia miała maksymalną jasność 18,20m.